# 神風 (NoGoDの曲)
「神風」（かみかぜ）は、NoGoDのメジャー3枚目のシングル。2011年7月6日にキングレコードからリリースされた。Nogodの代表曲でもある。。

## 概要
前作「Raise a Flag」から3ヶ月ぶりにリリースされたNoGoDのメジャー3rdシングル。2011年2枚目となるシングルである。ポップなメッセージソングだった前作とは対照的に、本作は疾走感が溢れる王道キラーチューンとなった。カップリング曲は「静寂の果て」が共通で、Type Aに「想歌」、Type Bに「電脳少年」が収録されている。
2ndアルバム『現実』にはこのシングルバージョンではなく、「神風」アルバムバージョンが収録されたが、元々アルバムバージョンが本来の「神風」であり、シングルカットするにあたり一部イントロが削られている。

## 収録曲

### Type A
| 全作詞・作曲: NoGoD。 |                |       |            |      |
| #                     | タイトル       | 作詞  | 作曲・編曲 | 時間 |
| 1.                    | 「神風」       | NoGoD | NoGoD      | 4:37 |
| 2.                    | 「静寂の果て」 | NoGoD | NoGoD      | 3:52 |
| 3.                    | 「想歌」       | NoGoD | NoGoD      | 4:22 |

### Type B
| 全作詞・作曲: NoGoD。 |                |       |            |      |
| #                     | タイトル       | 作詞  | 作曲・編曲 | 時間 |
| 1.                    | 「神風」       | NoGoD | NoGoD      | 4:37 |
| 2.                    | 「静寂の果て」 | NoGoD | NoGoD      | 3:52 |
| 3.                    | 「電脳少年」   | NoGoD | NoGoD      | 4:00 |